# アレクサンデル・イェレメイェフ
アレクサンデル・トーマス・イェレメイェフ（Alexander Thomas Jeremejeff、1993年10月12日 - ）は、スウェーデン・ハッランド県クングスバッカ出身のロシア系スウェーデン人サッカー選手。レヴァディアコスFC所属。ポジションはFW。

## クラブ経歴
BKヘッケンでの2019シーズン、前半戦の19試合だけで9得点を記録。この活躍により、ブンデスリーガ2部のディナモ・ドレスデンが獲得に動き、2019年8月13日、同クラブと2年契約を交わした。開幕節の1.FCハイデンハイムでデビューすると早速ゴールを決め、好調な滑り出しとなったが、10月始めに腓骨を亀裂骨折し、負傷離脱した。これ以降、調子を崩し、結果シーズン4得点に終わった。
2020年8月3日、エールディヴィジのFCトゥウェンテに1シーズンの契約でレンタルされた。
2021年1月8日、古巣BKヘッケンに復帰すると、2022シーズンにはリーグ戦で22得点を挙げてリーグ得点王に輝き、ヘッケンのアルスヴェンスカン優勝に貢献した。
2023年1月20日、ギリシャ・スーパーリーグのパナシナイコスFCに2025年12月31日までの契約で移籍し、今後6ヶ月間はレヴァディアコスFCに期限付き移籍することが発表された。

## タイトル

### クラブ
BKヘッケン
- アルスヴェンスカン : 1回 (2022)
- スウェーデンカップ : 2回 (2015-16, 2018-19)

マルメFF
- アルスヴェンスカン : 2回 (2016, 2017)

### 個人
- アルスヴェンスカン得点王 : 1回 (2022)